# Даријус
Алан Алехандро Малдонадо Тамез (шп. Alán Alejandro Maldonado Tamez; 24. септембар 1984), познатији као Даријус (шп. Dharius), мексички је репер. Био је члан групе Cartel de Santa од 1999. до 2013. године након чега је започео солистичку каријеру.